# サイモン・テンプルマン
サイモン・テンプルマン（Simon Templeman）は、イギリス出身の俳優、声優である。

## 出演作品

### テレビ
- THE EVENT/イベント[1]
- ER緊急救命室[1]
- NYPDブルー[1]
- チャームド〜魔女3姉妹〜[1]
- メルローズ・プレイス[1]

### 映画
- リングサイドの帝王/ドン・キング・ストーリー

## 声の出演

### ゲーム
- ケイン・ザ・バンパイアシリーズ（ケイン）